# Eupithecia magnifacta
Eupithecia magnifacta es una especie de polilla de la familia Geometridae. La especie fue descrita por primera vez por Harrison Gray Dyar habiendo sido descrita en 1914, con distribución en México. El holotipo de la especie fue descrita en Zacualpan.

## Descripción
Es una polilla pequeña, con una envergadura de 26 milímetros (1 plg), color gris oscuro, ligeramente violáceo. En el ala anterior se pueden observar ocho o nueve líneas grises iniciales en la costa. El ala posterior cuenta con cinco o seis líneas en el margen interno.